# UTC+03:30

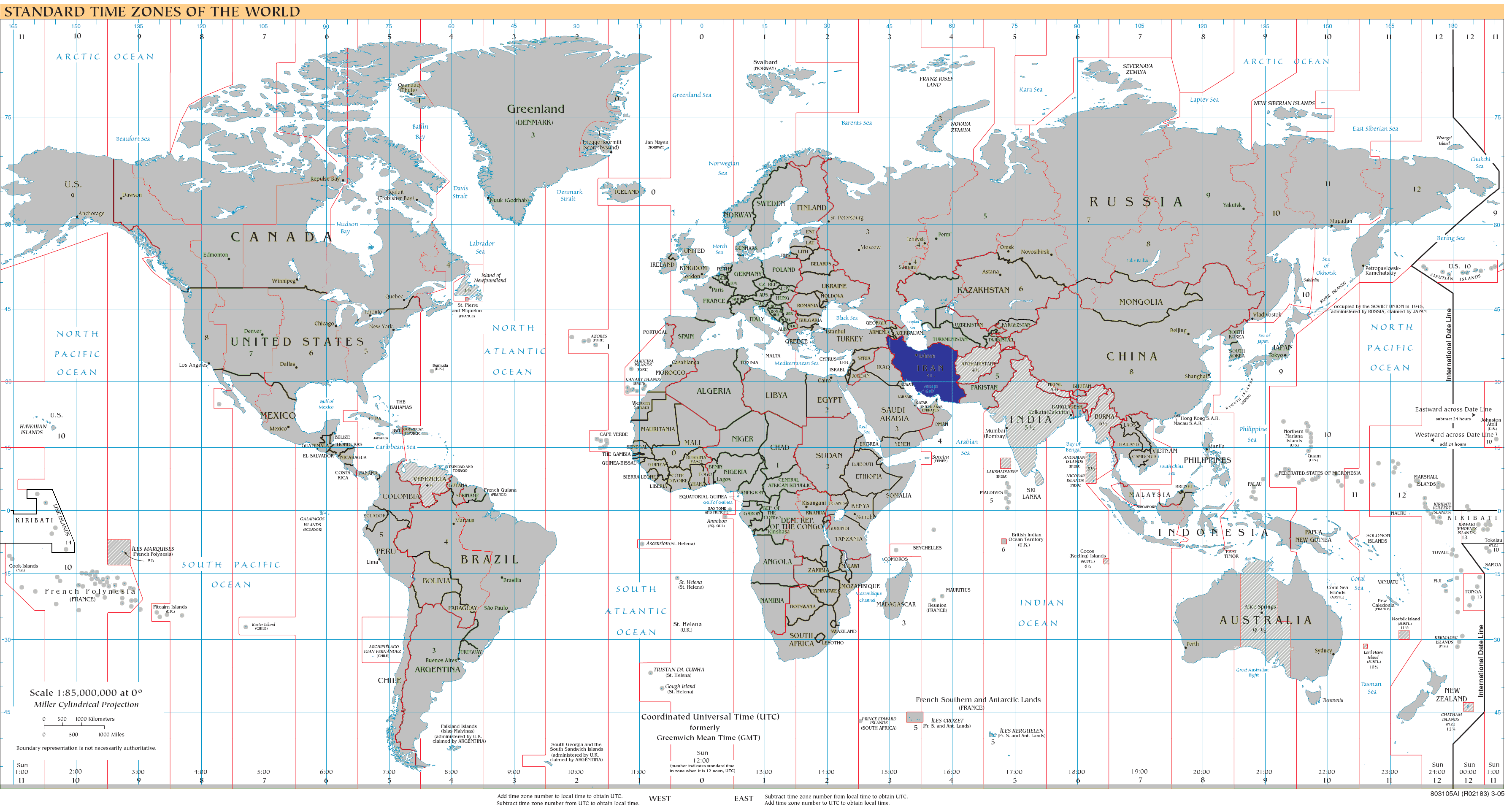
Az UTC+03:30 területei:

Az UTC+03:30 egy időeltolódás, amely három és fél órával van előrébb az egyezményes koordinált világidőtől (UTC).

## Alap időzónaként használó területek (az északi félteke telein)

### Ázsia
- Irán

## Fordítás
Ez a szócikk részben vagy egészben  az   UTC+03:30 című angol Wikipédia-szócikk ezen változatának fordításán alapul.  Az eredeti cikk szerkesztőit annak laptörténete sorolja fel. Ez a jelzés csupán a megfogalmazás eredetét és a szerzői jogokat jelzi, nem szolgál a cikkben szereplő információk forrásmegjelöléseként.

## Kapcsolódó szócikk
- UTC+04:30